# Nobel (lettertype)
Nobel is een schreefloos geometrisch lettertype ontworpen door Sjoerd Hendrik de Roos en Dick Dooijes in de periode 1929-1935 voor de Lettergieterij Amsterdam, nu beter bekend als Tetterode.
Toen Lettergieterij Amsterdam een aandeel had in de Berlijnse lettergieterij H. Berthold AG, profiteerde De Roos daarvan om een revival-lettertype voor de Grotesk te maken. Nobel is een experimenteel ontwerp, slechts twee jaar na soortgelijke lettertype Futura uitgekomen, en doet wat geometrisch aan, maar bevat meer amorfe rondingen en variaties.
Nobel light  vertoont veel gelijkenis met de essenties van Futura, maar in normale en vette stijl heeft het zijn eigenaardigheden en doet het minder strak aan. De 'a' heeft twee verdiepingen, de 'g' een geopende staart en de 't' een kenmerkende geronde stam.
De Roos noch Dooijes beschouwden Nobel als een groot succes, maar het werd desondanks een van de bestsellers van Lettergieterij Amsterdam, en was populair tot in de zestiger jaren. Sommige naoorlogse vakgenoten, onder wie Wim Crouwel, bekritiseerden Nobel als een parodie op de negentiende-eeuwse grotesken.
Andrea Fuchs en Fred Smeijers maakten in 1993 een revival voor Dutch Type Library. In datzelfde jaar deed de Amerikaanse letterontwerper Tobias Frere-Jones dat ook, en bij Font Bureau begon men Nobel-revivals te ontwerpen. Cyrus Highsmith en Dyana Weissman voegden later de light tekensets toe.